# Bai Zhuoxuan
Bai Zhuoxuan (chinesisch 爱z获选, Pinyin Bai Zhuoxuan; * 16. November 2002) ist eine chinesische Tennisspielerin.

## Karriere
Bai spielt hauptsächlich Turniere auf der ITF Women’s World Tennis Tour, auf der sie zwölf Titel im Einzel und drei im Doppel gewinnen konnte. Durch ihren Sieg beim W100 Turnier Takasaki Open II 2023 konnte sie sich am 27. November 2023 erstmals auf der Weltrangliste unter den Ersten 100 platzieren.

## Turniersiege

### Einzel
| Nr. | Datum              | Turnier             | Kategorie | Belag     | Finalgegnerin          | Ergebnis       |
| --- | ------------------ | ------------------- | --------- | --------- | ---------------------- | -------------- |
| 1.  | 17. Oktober 2021   | Scharm asch-Schaich | ITF W15   | Hartplatz | Emilie Lindh Gallagher | 6:3, 6:2       |
| 2.  | 24. Oktober 2021   | Scharm asch-Schaich | ITF W15   | Hartplatz | Li Zongyu              | 6:4, 6:3       |
| 3.  | 31. Oktober 2021   | Scharm asch-Schaich | ITF W15   | Hartplatz | Eudice Chong           | 4:6, 6:0, 6:4  |
| 4.  | 14. November 2021  | Scharm asch-Schaich | ITF W15   | Hartplatz | Elena-Teodora Cadar    | 6:1, 6:3       |
| 5.  | 21. November 2021  | Scharm asch-Schaich | ITF W15   | Hartplatz | Elena-Teodora Cadar    | 3:6, 7:65, 6:0 |
| 6.  | 18. September 2022 | Monastir            | ITF W15   | Hartplatz | Samira De Stefano      | 6:2, 6:4       |
| 7.  | 9. Oktober 2022    | Hua Hin             | ITF W25   | Hartplatz | You Xiaodi             | 7:5, 6:4       |
| 8.  | 16. Oktober 2022   | Hua Hin             | ITF W25   | Hartplatz | Wong Hong-yi           | 3:6, 6:0, 6:3  |
| 9.  | 15. Mai 2023       | Kachreti            | ITF W25   | Hartplatz | Walerija Sawinych      | 6:4, 7:5       |
| 10. | 2. April 2023      | Jakarta             | ITF W25   | Hartplatz | Ankita Raina           | 3:6, 6:0, 6:2  |
| 11. | 22. Oktober 2023   | Shenzhen            | ITF W100  | Hartplatz | Yuan Yue               | 7:65, 6:2      |
| 12. | 26. November 2023  | Takasaki            | ITF W100  | Hartplatz | Yuan Yue               | 6:2, 6:3       |

### Doppel
| Nr. | Datum             | Turnier             | Kategorie | Belag     | Partnerin           | Finalgegnerinnen                        | Ergebnis         |
| --- | ----------------- | ------------------- | --------- | --------- | ------------------- | --------------------------------------- | ---------------- |
| 1.  | 9. Oktober 2021   | Scharm asch-Schaich | ITF W15   | Hartplatz | Punnin Kovapitukted | Ashmitha Easwaramurthi Rebeka Stolmár   | 6:0, 6:4         |
| 2.  | 30. Oktober 2021  | Scharm asch-Schaich | ITF W15   | Hartplatz | Punnin Kovapitukted | Eudice Chong Wong Hong-yi               | 4:6, 6:2, [10:7] |
| 3.  | 27. November 2021 | Kairo               | ITF W15   | Sand      | Punnin Kovapitukted | Yekaterina Dmitrichenko Antonia Schmidt | 6:3, 7:61        |